# クライ (マイケル・ジャクソンの曲)
「クライ」（原題：Cry）はマイケル・ジャクソンの2001年の楽曲。アルバム『インヴィンシブル 』の13曲目に収録されており、アルバムから第2弾シングルとして発売。

## 解説
ポーランド、モルドバで1位獲得。
カップリングの「シャウト」（Shout）は当初『Invincible』に収録されるはずだったが、最後の最後で「You Are My Life」（ベイビーフェイス作）と差し替えられた。また、「ストリートウォーカー」(Streetwalker)は『バッド』のアウトテイクであり、同年に発売された『バッド』のスペシャルエディションにも収録された。このシングルのセールスはあまり伸びず、UKチャートでは「ゴーン・トゥー・スーン」以来のトップ10入りならずのシングルとなった。

## チャート
| チャート (2001)       | 最高順位 |
| --------------------- | -------- |
| オーストラリア        | 43       |
| オーストリア          | 65       |
| ベルギー (ワロン地域) | 31       |
| デンマーク            | 16       |
| フランス              | 30       |
| スウェーデン          | 48       |
| スイス                | 42       |
| イギリス              | 25       |